# Poa Cove
Die Poa Cove ist eine kleine Bucht an der Nordküste Südgeorgiens. Sie liegt 1,3 km südwestlich des Mai Point auf der Südostseite der Bucht Maiviken in der Cumberland Bay.
Eine grobe Kartierung nahmen Teilnehmer der Schwedischen Antarktisexpedition (1901–1903) unter der Leitung des Polarforschers Otto Nordenskjöld vor. Neuerliche Vermessungen erfolgten 1929 durch Teilnehmer der britischen Discovery Investigations und 1951 durch den Falkland Islands Dependencies Survey. Das UK Antarctic Place-Names Committee benannte die Bucht nach Süßgräsern der Gattung Rispengräser (Poa), zu denen das in der Umgebung der Bucht verbreitete Tussockgras gehört.